# Sporophila plumbea
El corbatita plomizo (en Argentina y Paraguay) o espiguero plomizo (en Colombia, Perú y Venezuela) (Sporophila plumbea), también denominado semillero plomizo, o espiguero patativa, es una especie de ave paseriforme de la familia Thraupidae perteneciente al numeroso género Sporophila. Es nativo de Sudamérica.

## Distribución y hábitat
Se distribuye en tres áreas disjuntas: en el norte de Colombia; desde el este de Colombia, por Venezuela, Guyana, Surinam, Guayana francesa, hasta la desembocadura del río Amazonas en la costa noreste de Brasil; y desde el extremo sureste de Perú, norte de Bolivia y centro de Brasil hacia el sur hasta el sur de Brasil, este de Paraguay y extremo noreste de Argentina.
Su hábitat natural son las sabanas secas y los pastizales estacionalmente inundables en tierras bajas. Es común en campos con gramíneas altas.

## Descripción
Mide 10,5 cm de longitud. El macho es gris azulado a plomizo; por abajo más claro, en general con una media luna blanca abajo del ojo y garganta blanca; ala negruzca con un pequeño espejo blanco, cola negruzca.  La hembra es más apagada, de color pardo en las partes superiores y marrón claro en las partes inferiores, pero menos pardacenta que las otras hembras de Sporophila. El color del pico varia según la subespecie, entre negro, gris y  amarillento.

## Estado de conservación
A pesar de su estado ser considerado por la Unión Internacional para la Conservación de la Naturaleza (IUCN) como de preocupación menor y la tendencia de su población como “estable”, en Brasil es muy cobizada y capturada como ave de jaula por sus habilidades canoras, uno de los cantos más finos y melodiosos de la avifauna local.

## Comportamiento
Frecuentemente se asocia con otras aves del género, formando pequeñas bandadas mixtas. Al menos en algunas regiones de su distribución parece ser de alguna forma migratorio.

### Alimentación
Es granívoro, se alimenta de semillas.

### Reproducción
Construye el nido en forma de taza, abierto y ralo. La hembra pone dos a tres huevos y los polluelos nacen a los trece días.

### Vocalización
El canto es una secuencia larga de frases fuertes y bien enunciadas, cada una en general repetida varias veces; puede incorporar imitaciones de otras aves como Synallaxis albescens.

## Sistemática

### Descripción original
La especie S. plumbea fue descrita por primera vez por el naturalista alemán Maximilian zu Wied-Neuwied en 1830 bajo el nombre científico Fringilla plumbea; la localidad tipo es: «Campo Geral del interior de Brasil = límite entre Bahía y Minas Gerais, este de Brasil».

### Etimología
El nombre genérico femenino Sporophila es una combinación de las palabras del griego «sporos»: semilla, y  «philos»: amante; y el nombre de la especie «plumbea» proviene del latín  «plumbeus» que significade ‘de color de plomo’.

### Taxonomía
La existencia de una población de aves en el este de Brasil con el pico amarillo y algunas otras diferencias morfológicas, siempre fue considerado como apenas una variante de esta especie. Pero en el año 2013, los especialistas Marcio Repenning y Carla Suertegaray Fontana, luego de analizar la morfología, la vocalización, la preferencia de hábitat y la distribución de ambas formas, publicaron que en realidad se trataba de una especie nueva: Sporophila beltoni Repenning y Fontana, 2013 la que se distingue de otras especies de Sporophila (particularmente de S. plumbea) por una combinación de caracteres diagnósticos en el macho adulto.
Los datos presentados por los amplios estudios filogenéticos recientes demostraron que la presente especie es hermana del par formado por Sporophila albogularis y S. collaris y el clado resultante es próximo del par formado por Sporophila falcirostris y S. schistacea.

### Subespecies
Según las clasificaciones del Congreso Ornitológico Internacional (IOC) y Clements Checklist/eBird v.2019 se reconocen tres subespecies, con su correspondiente distribución geográfica:
- Sporophila plumbea colombiana (Sharpe, 1888) – norte de Colombia (sur del Chocó, bajo valle del Magdalena y Sierra Nevada de Santa Marta).
- Sporophila plumbea whiteleyana (Sharpe, 1888) – noroeste, norte y centro de Venezuela (Serranía del Perijá; Carabobo y Aragua; Bolívar y norte de Amazonas), llanos del este de Colombia, las Guayanas, y norte de Brasil (Roraima, y Amapá hacia el este hasta la desembocadura del río Amazonas).
- Sporophila plumbea plumbea (Wied, 1830) – extremo sureste de Perú (Pampas del Heath), norte de Bolivia (Pando, Beni, Santa Cruz y La Paz), Brasil al sur del río Amazonas (Mato Grosso al este hasta Piauí y centro de Bahía, hacia el sur hasta Paraná y norte de Rio Grande do Sul), este de Paraguay y noreste de Argentina (Misiones).